# Lawina

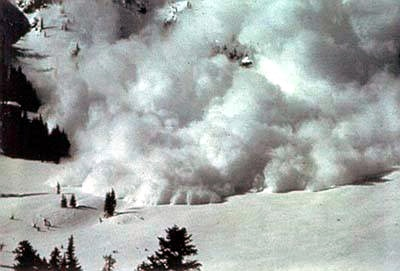
Lawina śnieżna

Lawina – gwałtowna utrata stabilności i przemieszczanie się: spadanie, staczanie lub ześlizgiwanie się ze stoku górskiego mas śniegu, lodu, gruntu, materiału skalnego, bądź ich mieszaniny (ruch jednego typu materiału z reguły powoduje ruch innego typu materiału znajdującego się na zboczu). Lawina jest najgwałtowniejszą postacią ruchów masowych i stanowi olbrzymie zagrożenie dla ludzi i ich otoczenia oraz infrastruktury. Występowanie lawin można jednak w pewnym stopniu przewidywać, a moment ich uruchomienia monitorować (np. przy wykorzystaniu geofonów jako systemu wczesnego ostrzegania, przy założeniu, że lawina powstaje w pewnej stałej strefie. Ewentualnie można monitorować szlaki schodzenia lawin, które są definiowane rzeźbą terenu. Jest to powszechna praktyka np. na terenach alpejskich).
Między cząstkami materiału leżącego na zboczu lub go budującego oraz między materiałem a podłożem działają siły tarcia oraz siły oddziaływania międzycząsteczkowego generalnie określane jako kohezja, które równoważą ciężar tego materiału. Jeśli ta równowaga zostanie zachwiana, np. przez wzrost masy śniegu wskutek opadów lub zmniejszenia siły tarcia (zmiana parametrów wytrzymałościowych niektórych lub wszystkich warstw tworzących dany masyw), następuje osuwanie się, spełzywanie lub spływanie materiału ze zbocza. Gdy zjawiska te mają gwałtowny przebieg, możemy mówić o lawinie.

## Rodzaje lawin
- lawina kamienna – przemieszczająca się po stoku górskim masa okruchów skalnych, kamieni, żwiru itp. powstająca w wyniku obrywu skalnego lub na skutek zaburzenia równowagi piargu w żlebie lub stożku usypiskowym (lawina piargowa);
- Lawina gruzowa
- lawina wulkaniczna (inaczej lawina piroklastyczna, lawina gorąca lub strumień (spływ) piroklastyczny) – gwałtownie przemieszczająca się (z prędkością znacznie przekraczającą 100 km/h) po zboczu wulkanu masa okruchów skalnych, świeżo wyrzuconej lawy, popiołu wulkanicznego i gazów wulkanicznych;
- lawina błotna – gwałtownie przemieszczający się potok błotny;
- lawina lodowa – przemieszczająca się po zboczu masa lodu
- lawina śnieżna – oberwanie i przemieszczanie się masy śniegu[1].
- lawina pyłowa powstaje po obfitych opadach, tworząc ze świeżego, puszystego śniegu welon pyłu śnieżnego[1]. Porusza się w granicach 200 km/h.
- deska śnieżna – lawina powstająca w wyniku osunięcia się warstwy świeżego, nie związanego jeszcze z podłożem, śniegu lub w wyniku oderwania się nawisu śnieżnego.
- lawina gruntowa – powstaje w czasie nagłych odwilży lub opadów deszczu. Poruszająca się masa mokrego śniegu eroduje głęboko podłoże, porywając pokrywę zwietrzelinową i niszcząc roślinność[1].

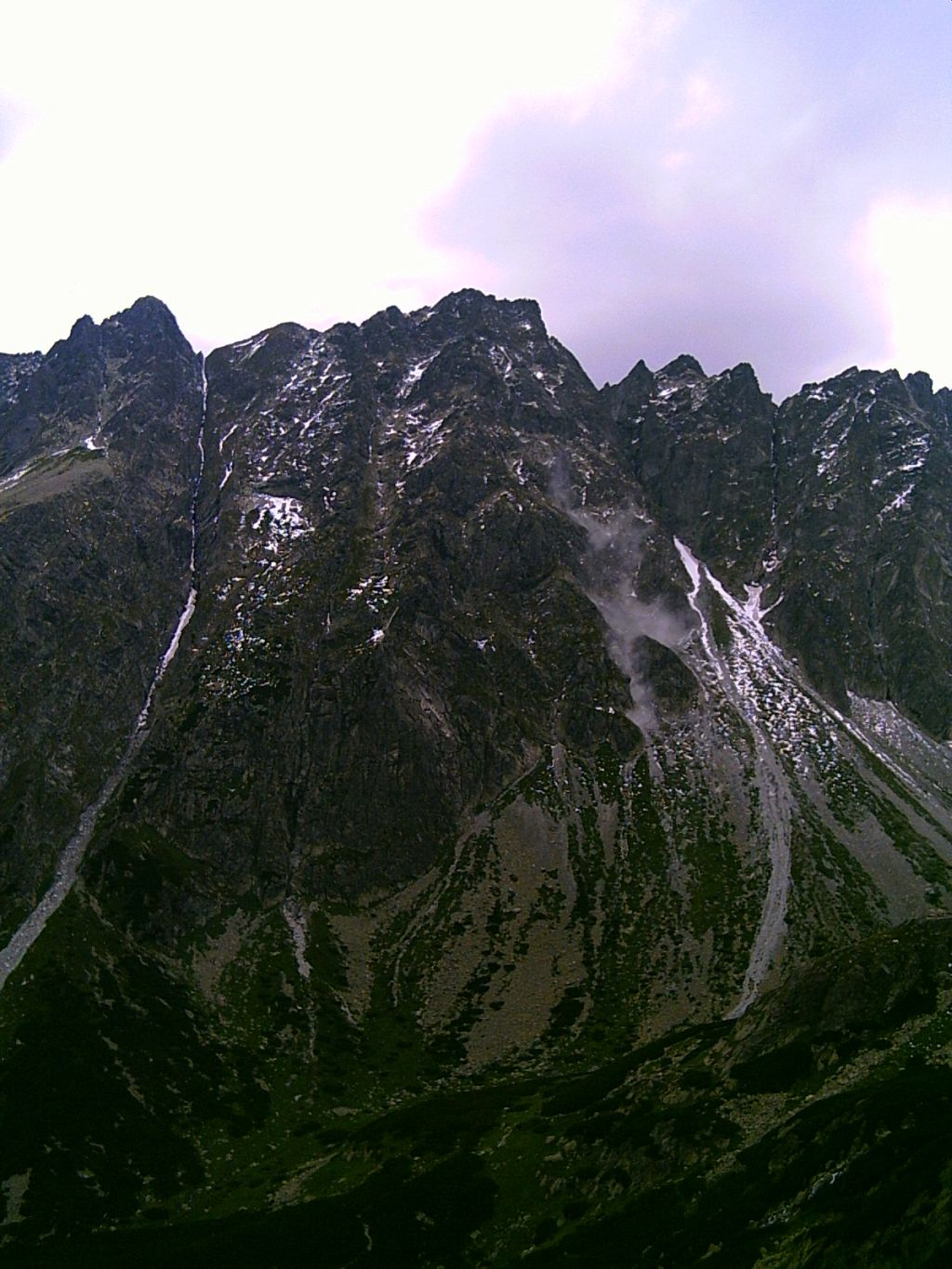
Lawina mieszana w Tatrach

- lawina mieszana – lawina powstająca z wymieszanego materiału w postaci: śniegu, lodu, kamieni, gruzu, błota, pni drzew etc. W geologii tego typu lawina nosi nazwę spływu gruzowego.

## Czynniki warunkujące powstawanie lawin śnieżnych
1. rzeźba terenu i nachylenie stoku – stoki o nachyleniu 25–50°; stoki gładkie, porośnięte trawą, strome żleby, rynny, depresje, kotły oraz gładkie zbocza;
2. pokrywa śnieżna – warstwy śniegu:
  1. śnieg świeżo upadły (puch);
  2. śnieg zbity (gips) – powstaje z puchu pod wpływem wiatru i niskiej temperatury (Tatry);
  3. szreń i lodoszreń – powstaje na powierzchni pokrywy śnieżnej na skutek naprzemiennego nagrzewania i zamarzania powodując różniej grubości zlodowaciałą warstwę;
  4. śnieg ziarnisty (firn) – wiosna i wczesne lato, tam, gdzie tworzy się tzw. wieczny śnieg;
3. opady – jednorazowy opad śniegu powyżej 20 cm; opady deszczu w ciągu całego roku;
4. odwilż;
5. wiatr – lokalne warunki śniegu, nawis śnieżny – duże zagrożenie lawinowe;
6. temperatura – od −5 do −10 °C – czynnik korzystny, zmniejszający zagrożenie; długotrwałe mrozy od −10 do −30 °C powodują lawiny (na skutek przemarzania powierzchni skarp, a tym samym ich wgłębnego rozsadzania powstającym wypełnieniem lodowym). Duże dobowe wahania temperatur również sprzyjają powstawaniu lawin, co związane jest z cieplnym współczynnikiem rozszerzalności skał.

## Przeciwdziałanie skutkom lawin

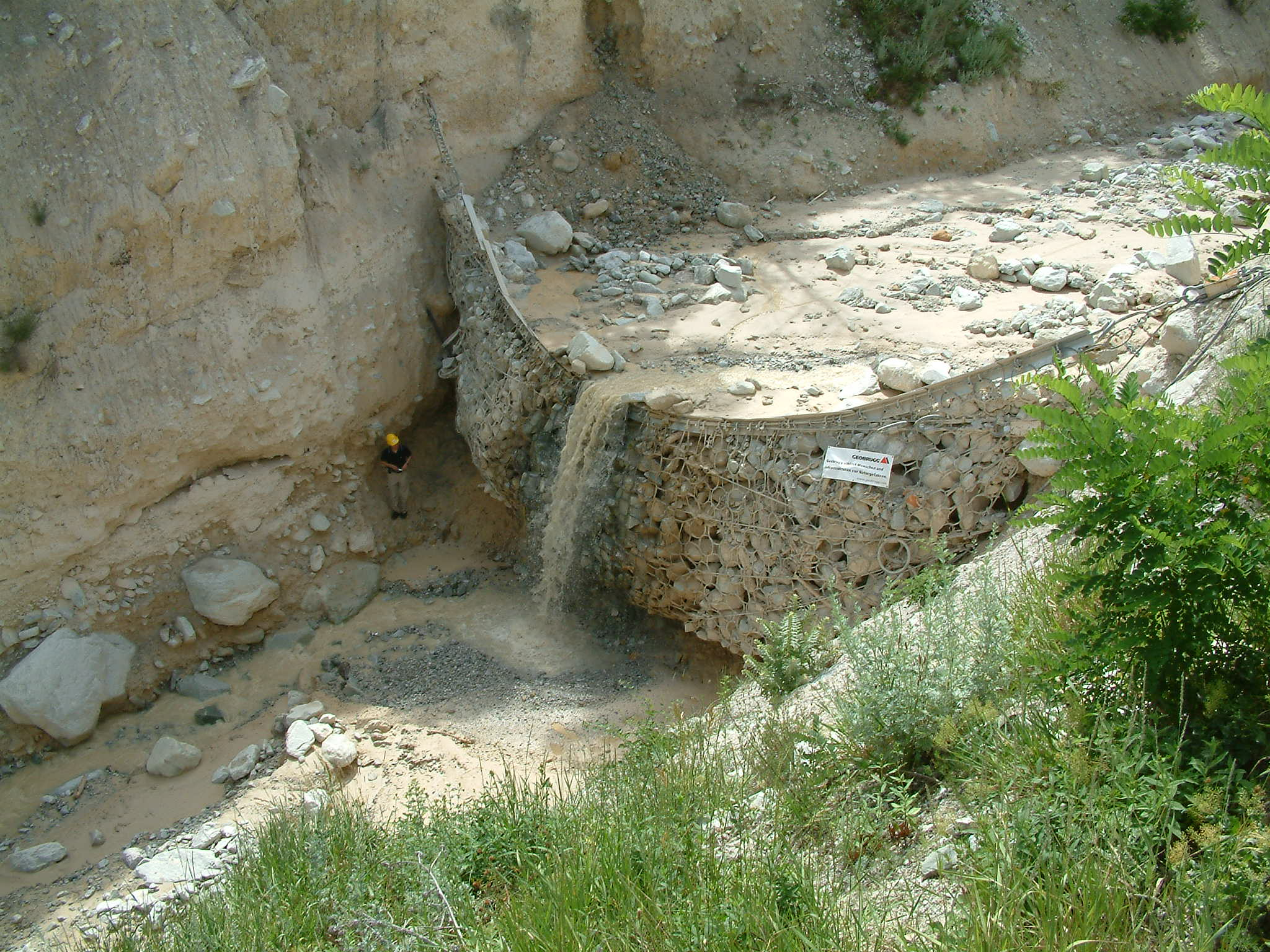
Bariera przeciwrumowiskowa firmy Geobrugg po zatrzymaniu spływu gruzowego o objętości ponad 1000 m³

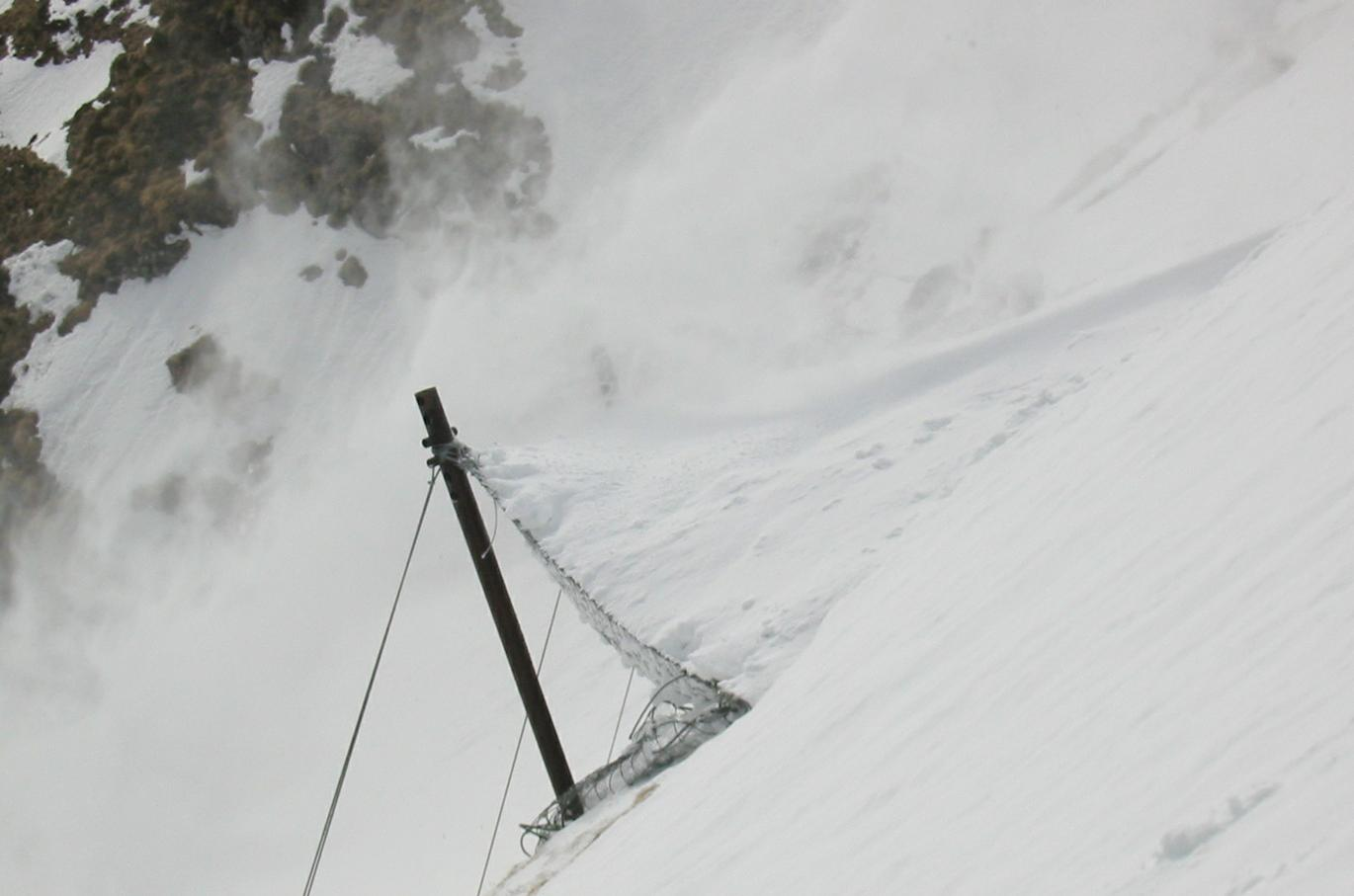
Bariera śnieżna jako aktywna ochrona przed uruchamianiem się lawin śnieżnych. Rozwiązanie powszechnie stosowane na terenach alpejskich

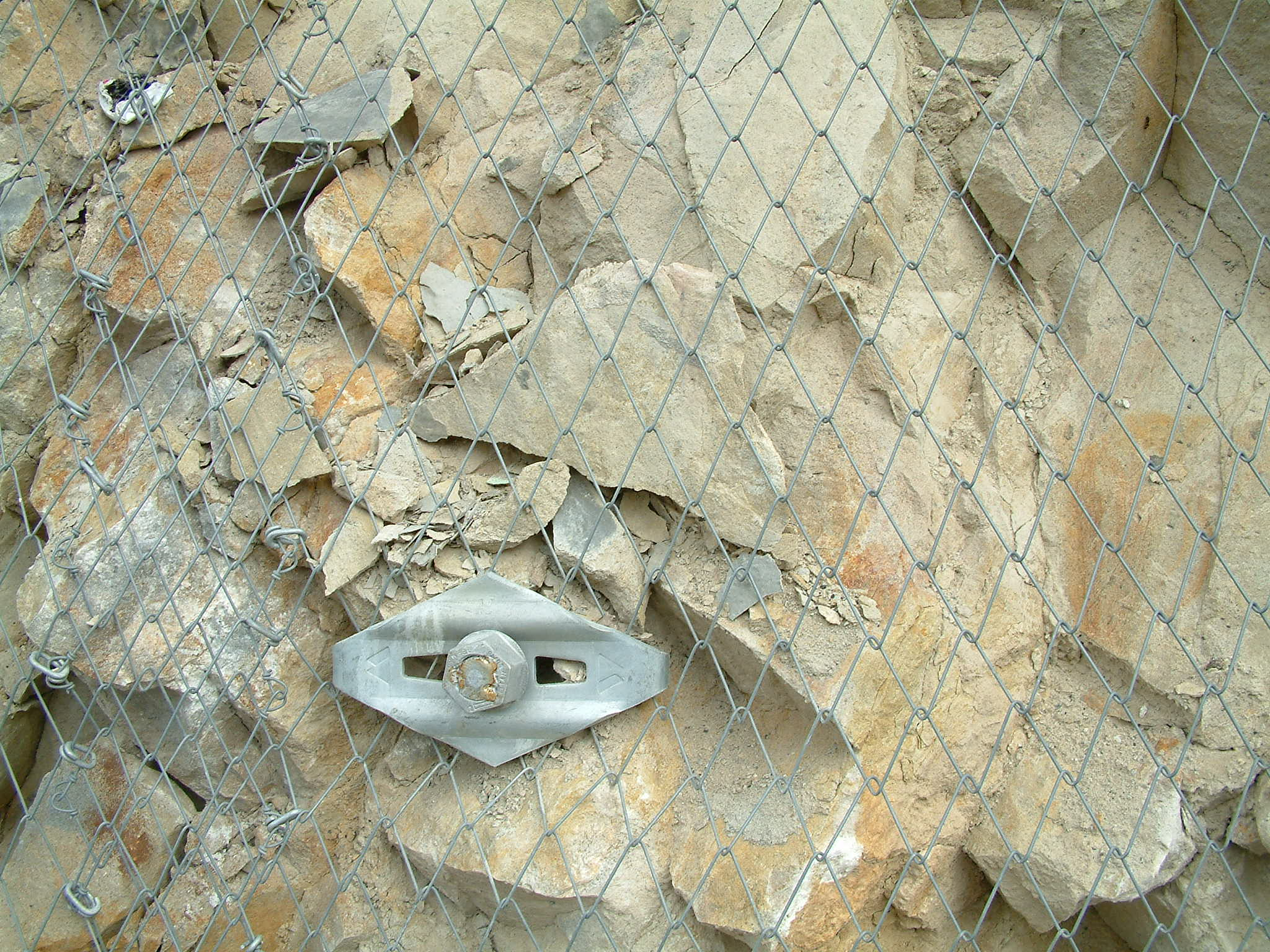
Powierzchnia skarpy skalnej zabezpieczona kotwami biernymi (gwoździami) w połączeniu z pokryciem siatką stalową wysokiej wytrzymałości TECCO^{®}

Za najprostszą i jednocześnie najbardziej skuteczną metodę można uznać unikanie miejsc zagrożonych zejściem lawiny, zarówno w trakcie poruszania się po górach, jak i np. przy wyborze miejsca na budowę domu. Obszary takie można określić na podstawie analizy ukształtowania terenu, bezpośrednich obserwacji czy innych symptomów oraz historii zdarzeń.
Sztuczne (wykonane ludzką ręką) typy ochrony przed tego typu zjawiskami podzielić można na dwie grupy:
1. Aktywne – zabezpieczające w sposób bezpośredni powierzchnię skarpy, niedopuszczające lub znacznie ograniczające możliwość wystąpienia lawiny. Wśród tego typu metod wyróżnić można między innymi:
- stabilizacje biologiczną – pokrycie szatą roślinną (odpowiednią dla wysokości miejsca pokrycia), zalesianie itp. Stoki porośnięte roślinnością są mniej lawiniaste, las stanowi naturalny hamulec dla lawin. Duże znaczenia ma obecność kosodrzewiny, znacznie ograniczającej ruchomość pokrywy śnieżnej. Skutecznym sposobem jest tworzenie bezleśnych klinów w górnej granicy lasu. Lawina, uderzając w ścianę lasu pod kątem, ma mniejszą siłę uderzenia, przez co oszczędza las, a jednocześnie jest skutecznie zatrzymywana;
- stabilizację przy wykorzystaniu metod inżynierskich, polegającą na pokrywaniu skarp siatkami stalowymi, torkretem (betonem natryskowym), w połączeniu z odpowiednim kotwieniem luźnego materiału bądź pojedynczych formacji skalnych;
- utrzymywanie czapy śniegowej w miejscu jej pierwotnego zalegania, poprzez instalację barier śnieżnych. Tego typu lekkie (fizycznie i wizualnie) instalacje nie dopuszczają do spełzywania się czapy śniegowej (o miąższości do ok. 4,5 m), a tym samym wygaszają lawiny śnieżne u źródła. Tego typu instalacje są powszechnie stosowane na świecie, ale w Polsce nie są spotykane. Na okres letni mogą być szybko demontowane w celu dodatkowego zmniejszenia oddziaływania estetycznego na otoczenie. Ideę funkcjonowania takiej bariery przedstawiono na zdjęciu obok;

2. Pasywne – przyjmujące na siebie siłę uderzenia lawiny bądź pozwalające zmieniać jej trajektorię. Można tutaj wyróżnić:
- mury oporowe – konstrukcje wykonane z materiału rodzimego lub z betonu. Z reguły wymagają dużej ilości prac instalacyjnych oraz dość mocno ingerujące w krajobraz. Dodatkowo tego typu konstrukcje sztywne źle znoszą oddziaływanie dynamiczne o dużej energii.
- izbice
- wały ziemne i tarasy – bardzo dobre, bardzo odporne i zasadniczo bezobsługowe zabezpieczenia, wymagające jednak dość dużej ilości miejsca, w związku z czym rzadko znajdują zastosowanie np. jako ochrona ciągów komunikacyjnych.
- kurtyny skalne – pokrywanie zboczy siatkami stalowymi o odpowiedniej wytrzymałości, bez ich kotwienia w caliźnie. Zainicjowana lawina (skalna lub lodowa) w sposób kontrolowany sprowadzana jest do strefy deponowania. Metoda stosowana raczej w sytuacji, gdy powierzchnia do pokrycia kurtyną nie przekracza kilkudziesięciu tysięcy metrów kwadratowych.
- zadaszenia i galerie betonowe – drogie i dość powszechnie stosowane na świecie rozwiązanie. Pewnym mankamentem jest ich mała odporność na mocno skupione udary mechaniczne. W trakcie takich zdarzeń, galerie ulegają często spękaniom, a ich naprawa jest mocno skomplikowana. W celu dodatkowej ochrony pokrywane są specjalnymi koszami stalowymi wypełnionymi materiałem amortyzującym. Dodatkową zaletą galerii jest zabezpieczanie przed zalewaniem dróg czy linii kolejowych spływającą po zboczu wodą (woda przepływa po nich).
- bariery odłamkowe oparte na siatce stalowej wysokiej wytrzymałości. Bardzo dobra, szybka i sprawdzona na świecie metoda ochrony przed zagrożeniami dynamicznymi. W zależności od konstrukcji stanowić mogą ochronę przed pojedynczymi uderzeniami bądź zjawiskami masowymi stanowiąc tzw. barierę przeciwrumowiskową (tego typu funkcję spełniają również betonowe mury oporowe). Cechą szczególną takich konstrukcji jest bardzo jasno określona wytrzymałość statyczna oraz odporność dynamiczna, a zatem można je dobrać do określonego rodzaju zagrożenia.

Pewną metodą mieszaną jest sztuczne wywoływanie lawin przy pomocy umieszczania w zagrożonych połaciach śniegu materiałów wybuchowych lub przez ich ostrzał artyleryjski – metoda kontrowersyjna i raczej mało skuteczna[brak źródła].

## Ratownictwo

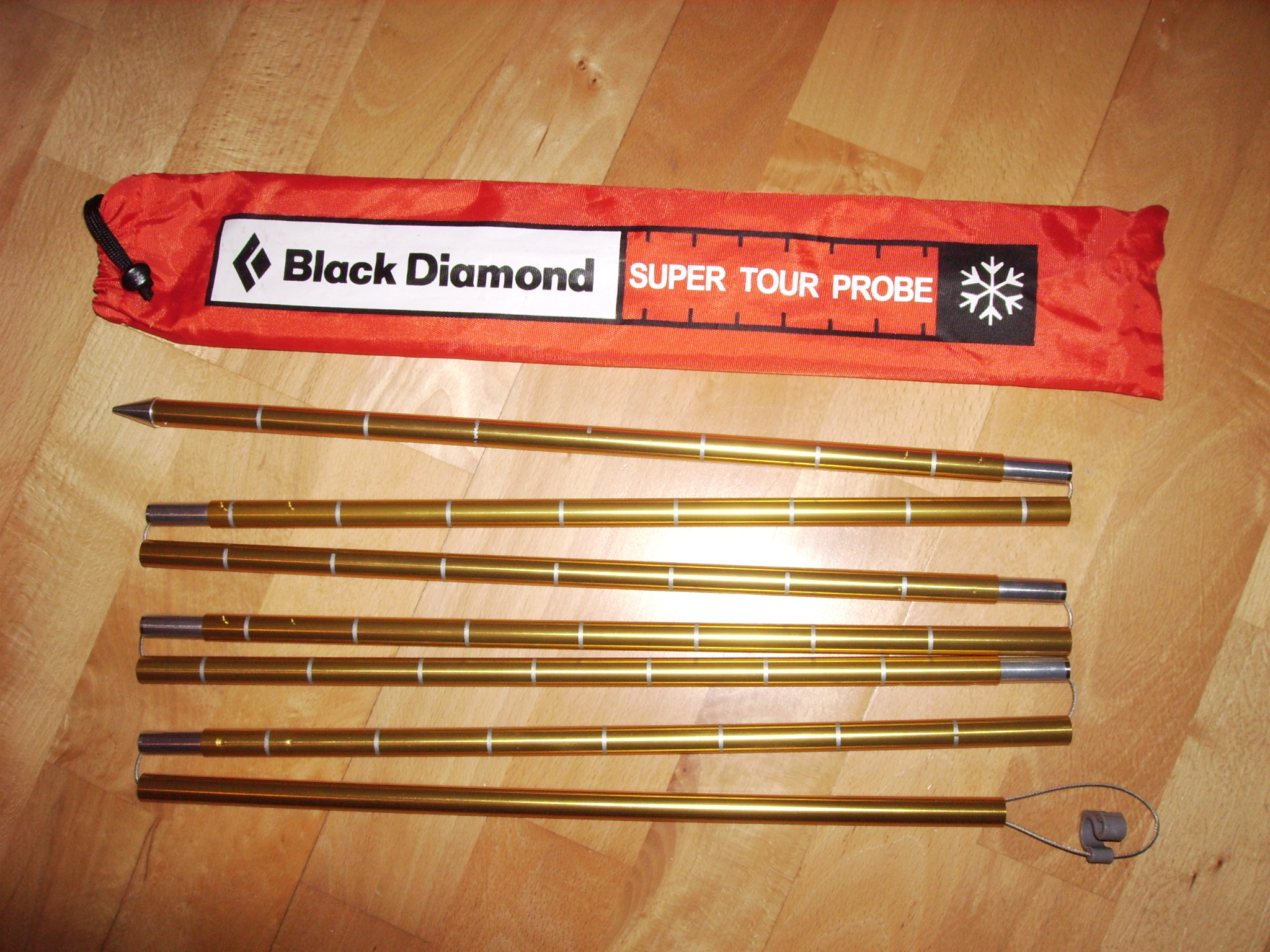
Sonda lawinowa (złożona)

Największe szanse uratowania osoby zasypanej w lawinie są w pierwszych 15 minutach. Po dotarciu na miejsce lawiniska ratownicy tyralierą przeszukują śnieg za pomocą sond lawinowych – kilkumetrowych cienkich tyczek. Nieocenioną pomocą służą także specjalnie szkolone psy.
Coraz popularniejsze stają się nowoczesne systemy wspomagające szukanie zasypanych osób:
- „reflektory” umieszczone na ubraniu – ratownicy mogą je zlokalizować za pomocą specjalnego urządzenia (system Recco)
- systemy aktywne (typu Pieps) – połączenie nadajnika i odbiornika w jednym urządzeniu. Osoby niezasypane mogą dzięki temu zlokalizować znajdujących się pod śniegiem towarzyszy.

## Lawiny w historii współczesnej
- lawina w Białym Jarze (1968)
- lawina w Tatrach (1974)
- lawina w Tatrach (2003)
- lawina w Afganistanie (2009)
- lawina w Afganistanie (2010)
- lawina w Pakistanie (2010)